# Kankama
Kankama är ett vattendrag i Guinea.   Det ligger i prefekturen Dabola och regionen Faranah Region, i den centrala delen av landet, 300 km nordost om huvudstaden Conakry.